# Avianca
Avianca (Aerovías del Continente Americano S.A) è una compagnia aerea colombiana con sede a Bogotà. Il suo hub principale è l'Aeroporto di Bogotà-El Dorado.
È la seconda compagnia aerea più antica al mondo dopo KLM e la più antica compagnia aerea delle Americhe.

## Storia

### SCADTA: 1919–1940
La compagnia aerea è stata fondata il 5 dicembre 1919 dai colombiani Ernesto Cortissoz Alvarez-Correa (il primo presidente della compagnia aerea), Rafael Palacio, Cristóbal Restrepo, Jacobo Correa e Aristides Noguera e dai tedeschi Wilhem Schnurbusch, Werner Kämerer, Stuart Hosie e Albert Tietjen con il nome di Sociedad Colombo-Alemana de Transportes Aéreos (SCADTA). Il primo volo effettuato è stato tra Barranquilla e la vicina città di Puerto Colombia usando un Junkers F.13 con 57 passeggeri. Questo e un altro velivolo dello stesso tipo erano costruiti su un piano completamente meccanico, i cui motori dovevano essere modificati per funzionare in modo efficiente a seconda del clima del paese. C'erano nove aeromobili nella flotta con un raggio totale di 850 km che potevano trasportare fino a quattro passeggeri e due membri dell'equipaggio. A causa delle caratteristiche topografiche del paese e della mancanza di aeroporti in quel periodo, due aerei Junkers furono adattati per fare atterraggi nell'acqua nei fiumi vicino a diverse città utilizzando dei galleggianti. Usando questi dispositivi, Helmuth von Krohn fu in grado di effettuare il primo volo interno sulla Colombia il 20 ottobre 1920, seguendo il corso del fiume Magdalena impiegando otto ore e richiedendo quattro atterraggi di emergenza in acqua. A seguito della fondazione della compagnia aerea, lo scienziato e filantropo tedesco Peter von Bauer si interessò al vettore e contribuì con l'acquisto di un decimo dell'azienda; inoltre ottenne concessioni dal governo colombiano per gestire la divisione di trasporto aereo del paese che iniziò nel 1922. Questo nuovo contratto permise a SCADTA di iniziare ad operare le sue prime rotte internazionali che inizialmente coprivano destinazioni in Venezuela e negli Stati Uniti. All'inizio del 1940, Peter von Bauer vendette le sue quote della compagnia aerea alla Pan American World Airways.

### Aerovías Nacionales de Colombia: 1940–1994

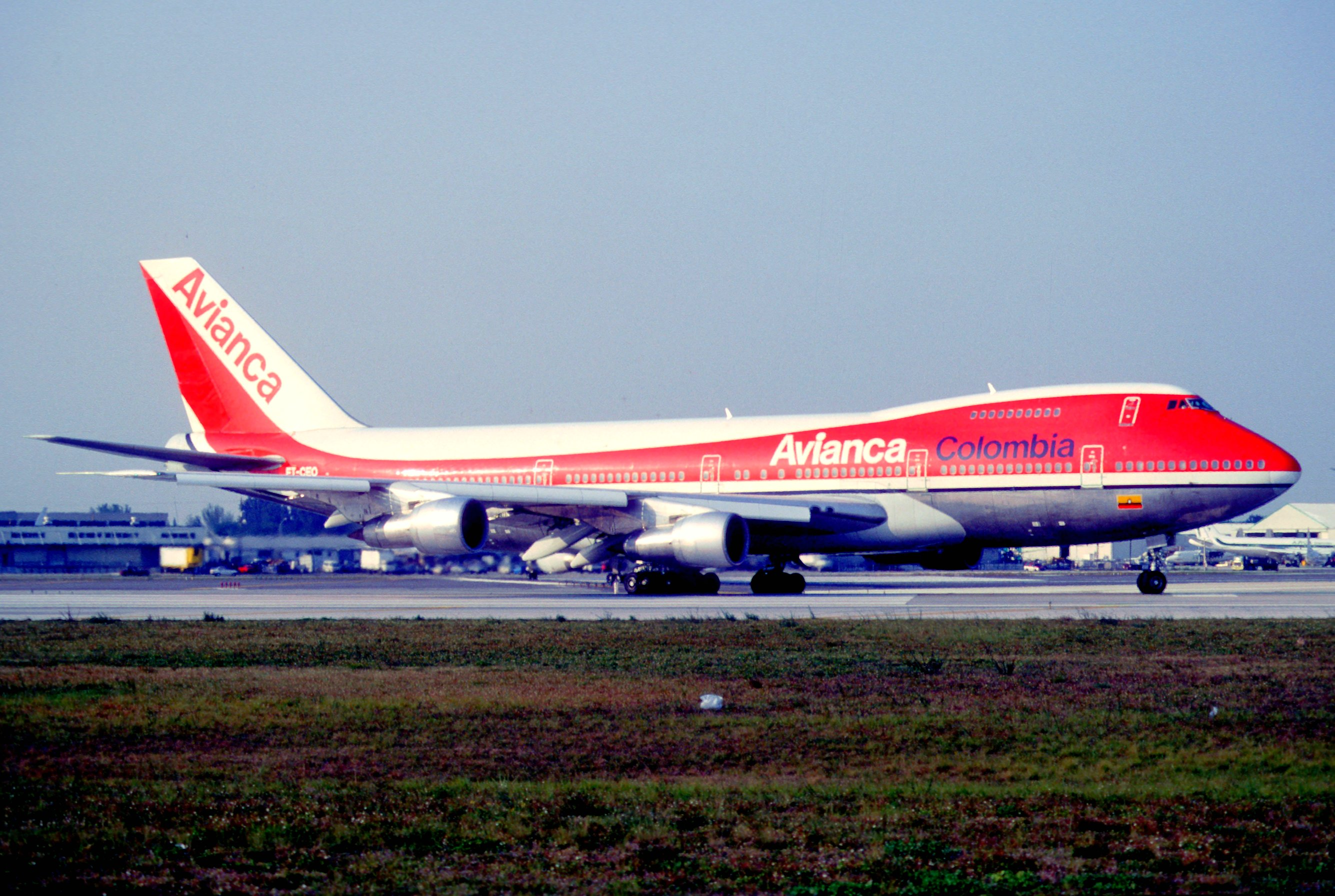
Un Boeing 747-200 di Avianca all'Aeroporto di Miami nel 1993.

Il 14 giugno 1940, SCADTA, si è fusa con la compagnia aerea regionale Servicio Aéreo Colombiano (SACO) costituendo la nuova Aerovías Nacionales de Colombia S.A. o Avianca. Vi parteciparono cinque colombiani: Rafael María Palacio, Jacobo A. Corea, Cristobal Restrepo e Aristides Noguera, nonché i cittadini tedeschi Albert Teitjen, Werner Kaemerer e Stuart Hosie, mentre il posto di primo presidente di Avianca venne ricoperto da Martín del Corral. Avianca sostiene la storia di SCADTA come propria. Nel 1946, Avianca iniziò i voli per Quito, Lima, Panama City, Miami, New York e l'Europa, usando Douglas DC-4 e Douglas C-54 Skymaster mentre nel 1951, la compagnia acquisì i Lockheed 749 Constellations e i 1049 Super Constellations. Nel 1961, l'aerolinea prese in leasing due Boeing 707 per operare le sue rotte internazionali e il 2 novembre dello stesso anno ne acquistò un altro esemplare. Nel 1976, Avianca divenne la prima compagnia aerea latinoamericana ad operare un Boeing 747 per trasporto passeggeri e nel 1979 per trasporto cargo.

### Fusione e alleanza: 1994–2002

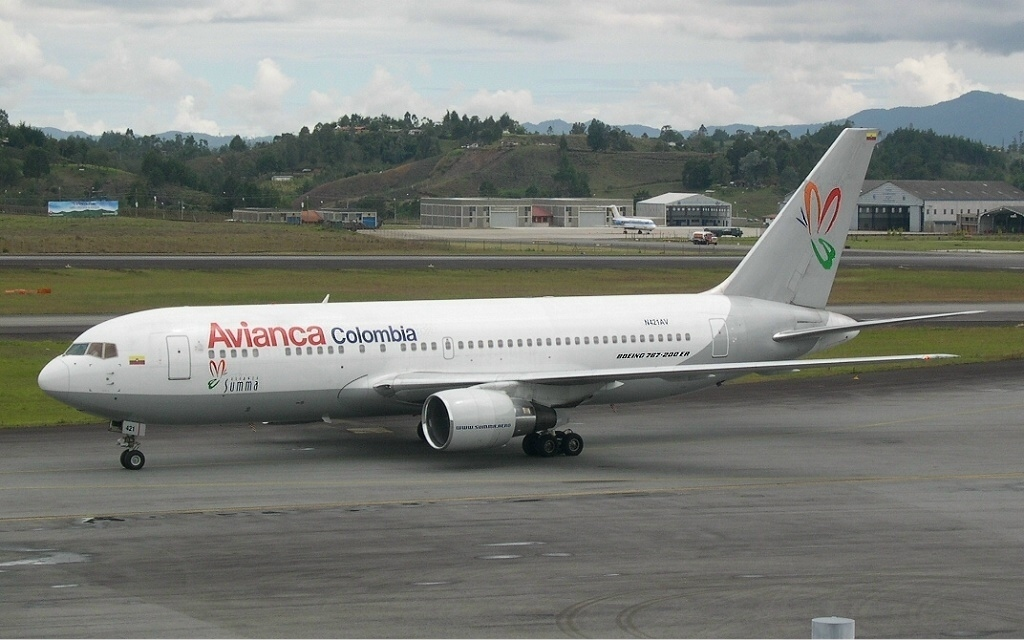
Un Boeing 767-200ER di Avianca nel 2004.

Nel 1994, Avianca, la compagnia aerea regionale SAM e l'operatore di elicotteri Helicol si sono fusi, avviando il nuovo sistema operativo di Avianca. Questo accordo consentiva servizi specializzati nel trasporto merci (Avianca Cargo) e servizi postali, nonché una flotta più moderna, composta da Boeing 767-200, Boeing 767-300, Boeing 757-200, McDonnell Douglas MD-83, Fokker 50 e gli elicotteri Bell.

### Alleanza SUMMA: 2002–2004
Dopo gli attacchi dell'11 settembre del 2001; Avianca, SAM Colombia e ACES Colombia si unirono per creare l'Alleanza Summa, che ha iniziato le operazioni di fusione il 20 maggio 2002. Tuttavia, nel novembre 2003, l'Alleanza Summa è stata sciolta in quanto ACES Colombia è stata liquidata mentre SAM Colombia è stata acquisita da Avianca.

### American Continent Airways: 2004–2009
Il 10 dicembre 2004, Avianca ha presentato la domanda di protezione fallimentare attraverso il Chapter 11, ottenendo un sostegno finanziario dal consorzio brasiliano Synergy Group e dalla Federazione nazionale dei coltivatori di caffè di Colombia, che consentì alla compagnia aerea di ottenere fondi per 63 milioni di dollari nei 13 mesi successivi al ritiro dal fallimento. Di consegna la compagnia aerea è entrata nel gruppo Synergy Group, unendosi a OceanAir e VIP Ecuador mentre il nome legale completo della società è stato cambiato da Aerovías Nacionales de Colombia a Aerovías del Continente Americano, mantenendo l'acronimo di Avianca. Nel 2009, OceanAir e VIP sono state ridenominate rispettivamente in Avianca Brasil e Avianca Ecuador.

### Fusione Avianca-TACA: 2009–2013
Nel 2009, fu annunciato che Avianca si sarebbe fusa con TACA creando l'AviancaTaca Holdings. La quale, divenne una delle più grandi compagnie aeree della regione, con 129 aerei e voli verso oltre 100 destinazioni. Il 1º gennaio 2011, la compagnia aerea ha deciso di ritirare i Fokker F100 e di sostituirli con 10 Airbus A318-100 noleggiati da GECAS. Il 21 giugno 2012 Avianca e TACA entrarono in Star Alliance, ciò comportò la conclusione dell'accordo di codeshare con Delta Air Lines a favore di United Airlines.

### Avianca Holdings S.A.: 2013–2021
TACA e le altre compagnie aeree del gruppo AviancaTaca hanno cambiato la loro denominazione in Avianca il 28 maggio 2013 quando gli azionisti hanno approvato la modifica della ragione sociale da AviancaTaca Holdings S.A. in Avianca Holdings S.A. Il 21 novembre 2017 sono iniziate le operazioni di volo di Avianca Argentina mentre nel marzo 2019 sono iniziate le operazioni di volo di Avianca Express con una flotta di ATR-72 per i voli regionali. A causa delle difficoltà finanziarie di Avianca Brasil, la società, aveva debiti nel confronto di Fraport per 14,5 milioni di real brasiliani negli aeroporti di Porto Alegre e di Fortaleza. Inoltre a metà marzo 2019 Azul Linhas Aéreas, propose di acquistare la divisione brasiliana ma ad aprile dello stesso anno, annullò l'offerta che causò la chiusura di quest'ultima.

### Avianca Group: 2021–presente
Al 31 dicembre 2019, la compagnia aerea aveva accumulato 7,3 miliardi di dollari per debiti. Tra marzo e maggio del 2020, a seguito della pandemia di COVID-19, il vettore aereo ha subito un blocco delle attività operative da parte del governo colombiano, il quale ha chiuso gli spazi aerei. In conseguenza di ciò, il 10 maggio 2020 Avianca Holdings S.A. e 23 debitori affiliati hanno presentato istanza di fallimento al Chapter 11 presso il tribunale distrettuale meridionale di New York negli Stati Uniti ai sensi del caso n. 20-11133.

## Identità aziendale
Sede

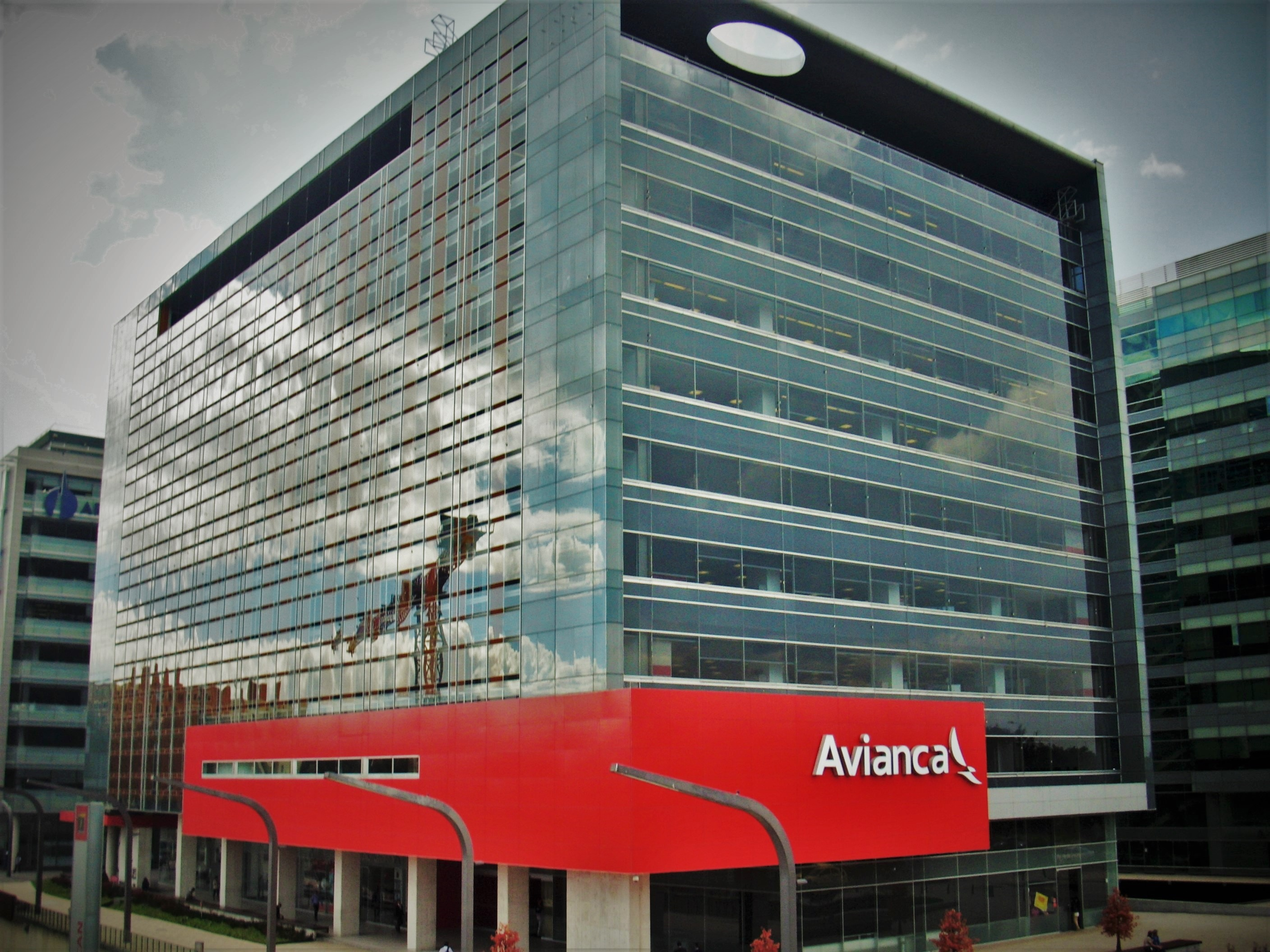
Sede di Avianca, disegnata da Esguerra Saenz Urdaneta Samper

La sede principale di Avianca si trova in Avenida El Dorado, tra Avenida la Esmeralda e Gobernación de Cundinamarca, situata nella zona di Ciudad Salitre a Bogotà. L'edificio si trova vicino alla Grand Station mentre la sua sede precedente era in Avenida El Dorado n. 93-30.

## Programma fedeltà
Il programma frequent flyer di Avianca e delle sue filiali è LifeMiles, esso premia la fedeltà dei clienti. L'iscrizione è gratuita e puoi registrarti online, inoltre i membri LifeMiles guadagnano miglia ogni volta che volano con i membri di Star Alliance, filiali Avianca o utilizzano il servizio in alcuni hotel, vendite al dettaglio, noleggio auto e partner di carte di credito.
LifeMiles ha tre livelli Elite:
- Silver (Star Alliance Silver)
- Gold (Star Alliance Gold)
- Diamond (Star Alliance Gold)

## Destinazioni
Al 2022, Avianca opera voli di linea verso Argentina, Aruba, Belize, Bolivia, Brasile, Canada, Cile, Colombia, Curaçao, Ecuador, Guatemala, Messico, Panama, Paraguay, Perù, Puerto Rico, Regno Unito, Repubblica Dominicana, Spagna, Stati Uniti e Uruguay.

### Accordi commerciali

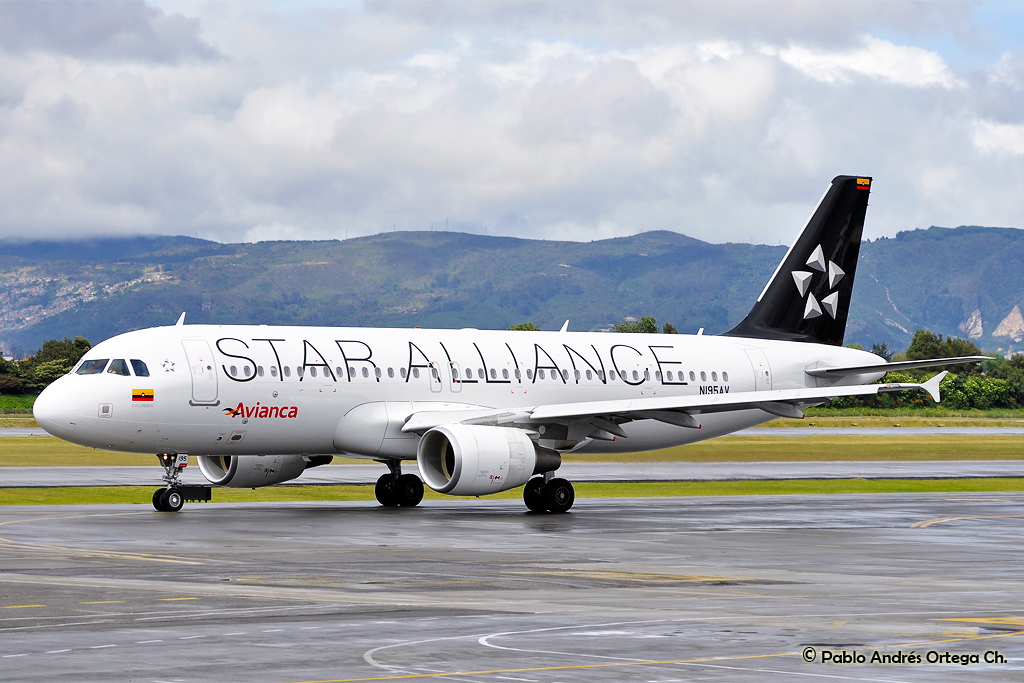
Un Airbus A320-200 di Avianca in livrea Star Alliance.

Al 2022 Avianca ha accordi di code-share con le seguenti compagnie:
- Aeroméxico
- Air Canada
- Air China
- Air India
- All Nippon Airways
- Azul Brazilian Airlines
- Copa Airlines
- EasyFly
- Etihad Airways
- EVA Air
- Gol Transportes Aéreos
- Iberia
- ITA Airways
- Lufthansa
- Silver Airways
- Singapore Airlines
- TAP Air Portugal
- Turkish Airlines
- United Airlines

### Alleanze
Il 21 giugno 2012, Avianca è entrata a far parte di Star Alliance.

## Flotta

### Flotta attuale

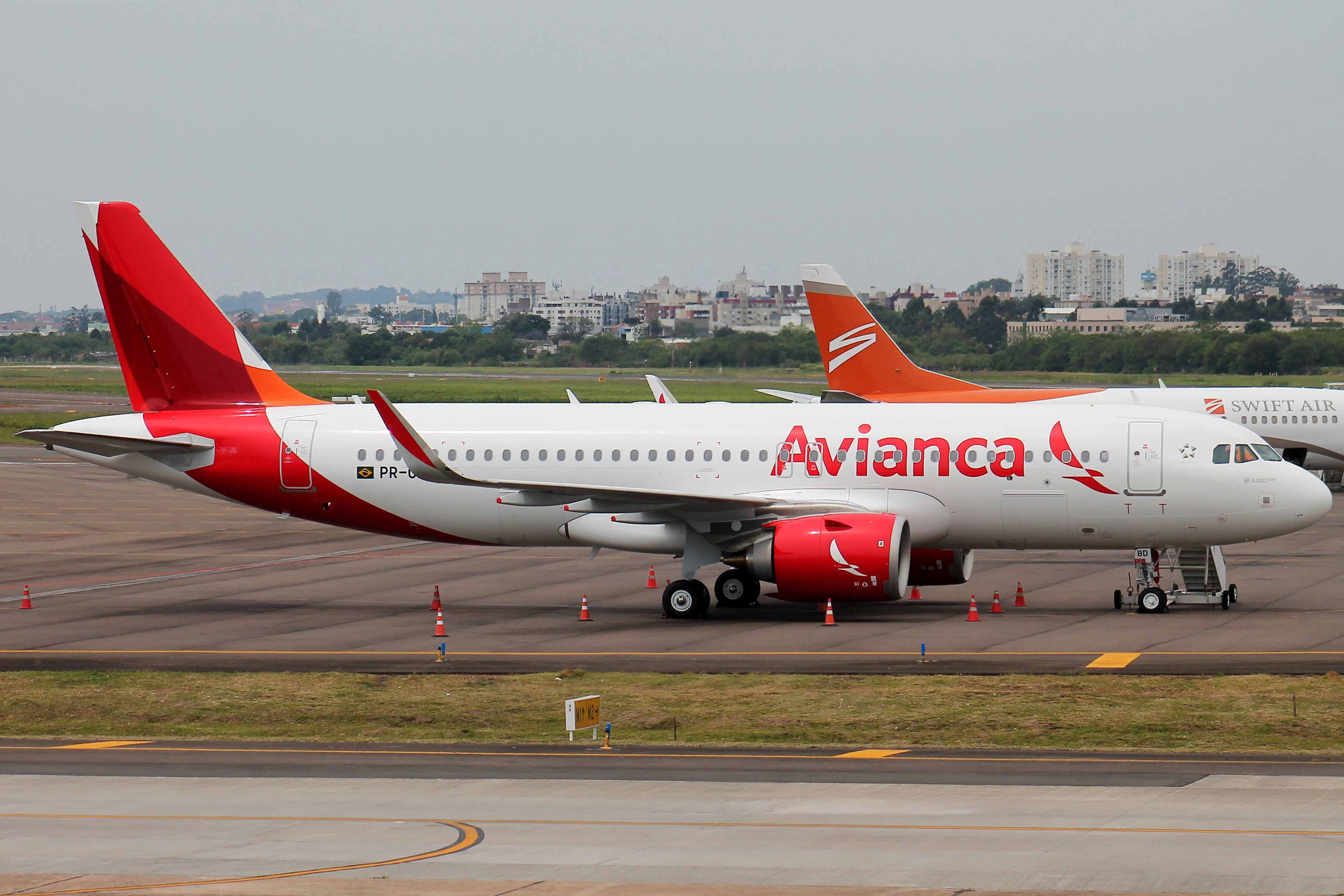
Un Airbus A320neo.

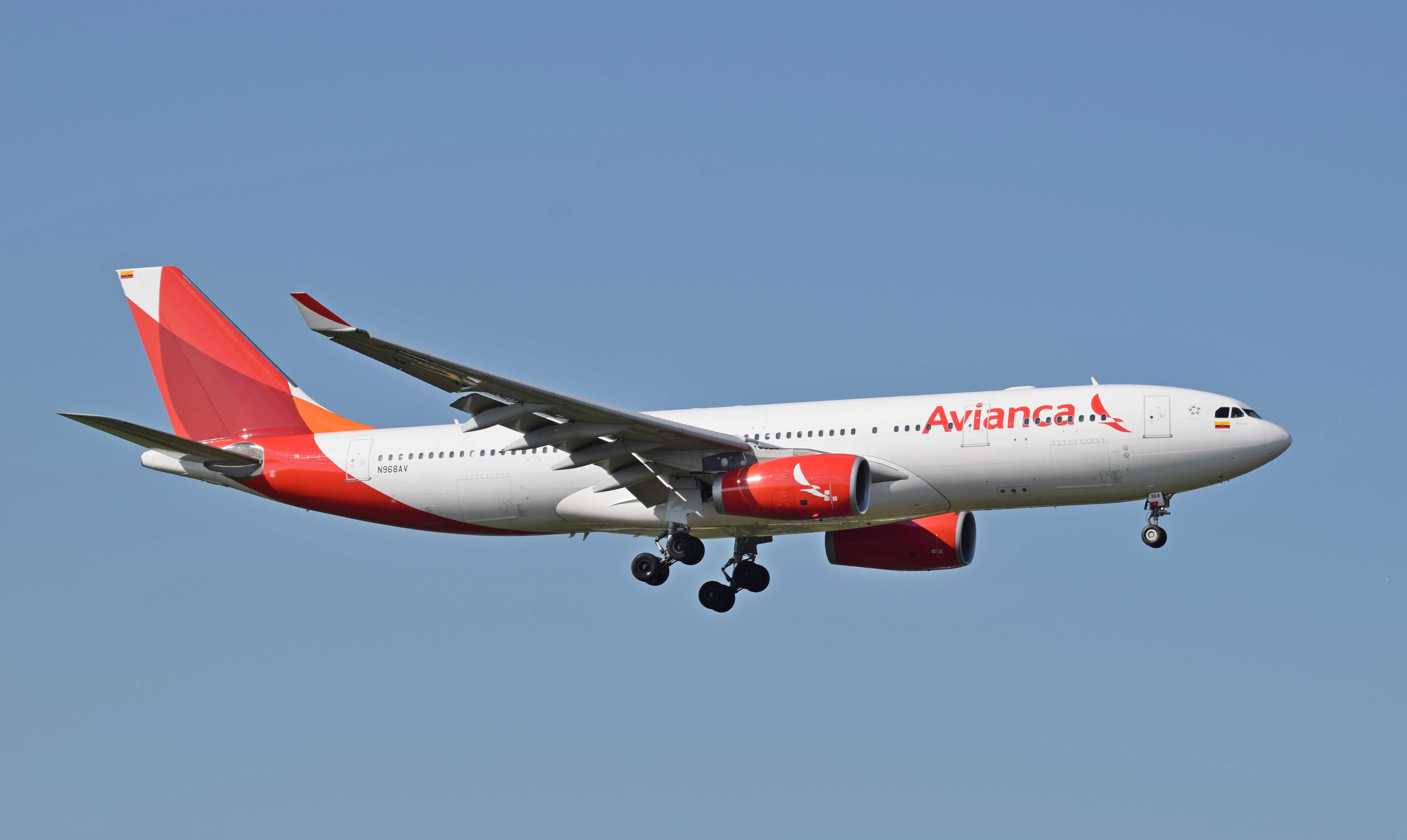
Un Airbus A330-200.

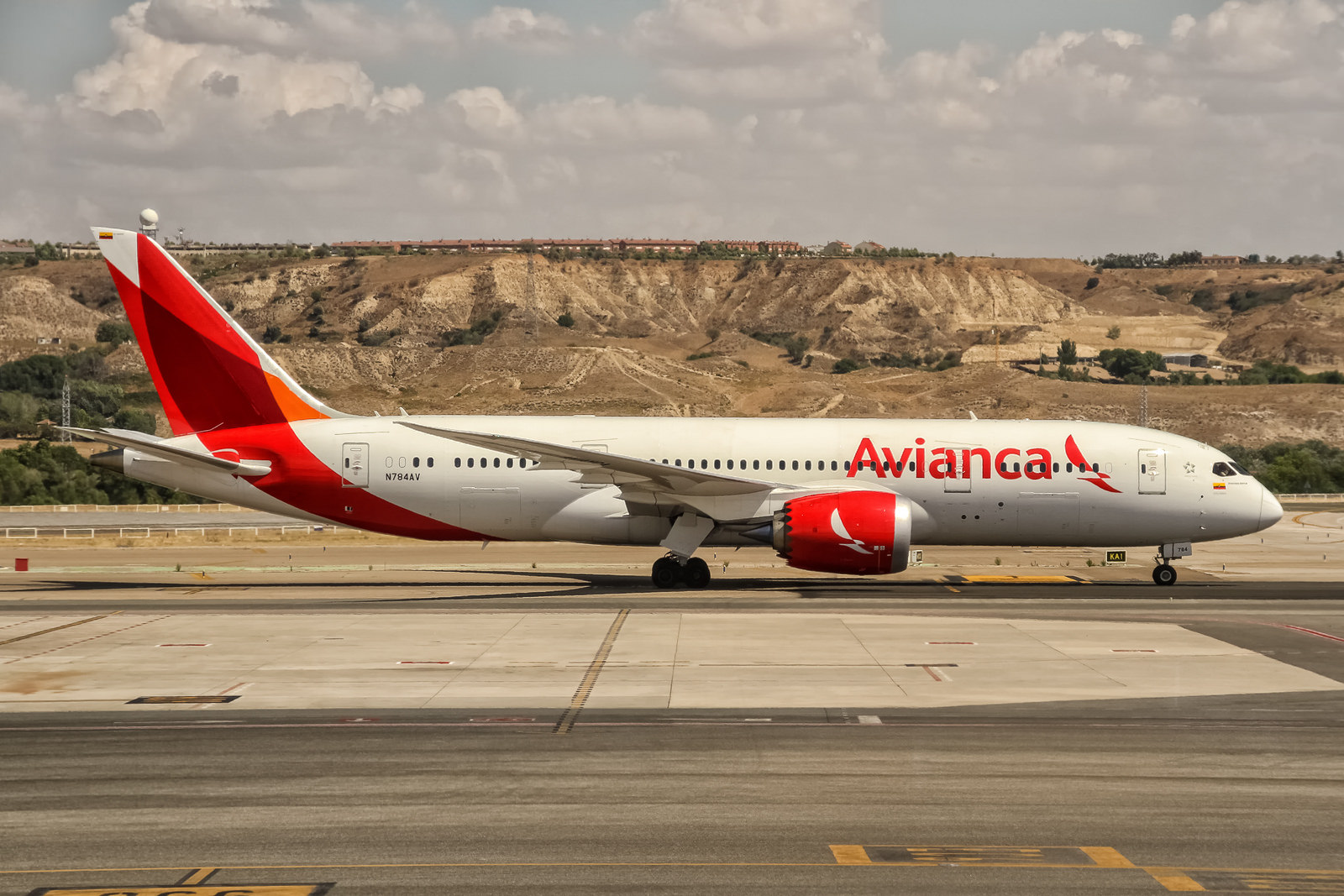
Un Boeing 787-8.

A gennaio 2024 la flotta di Avianca è così composta:

### Flotta storica

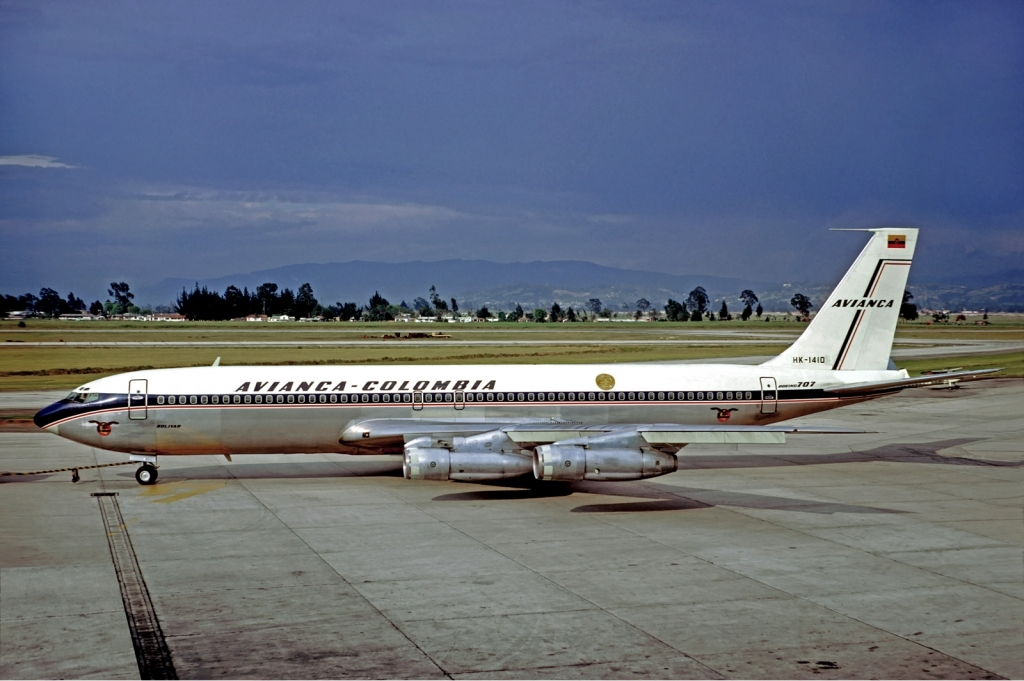
Un Boeing 707-300.

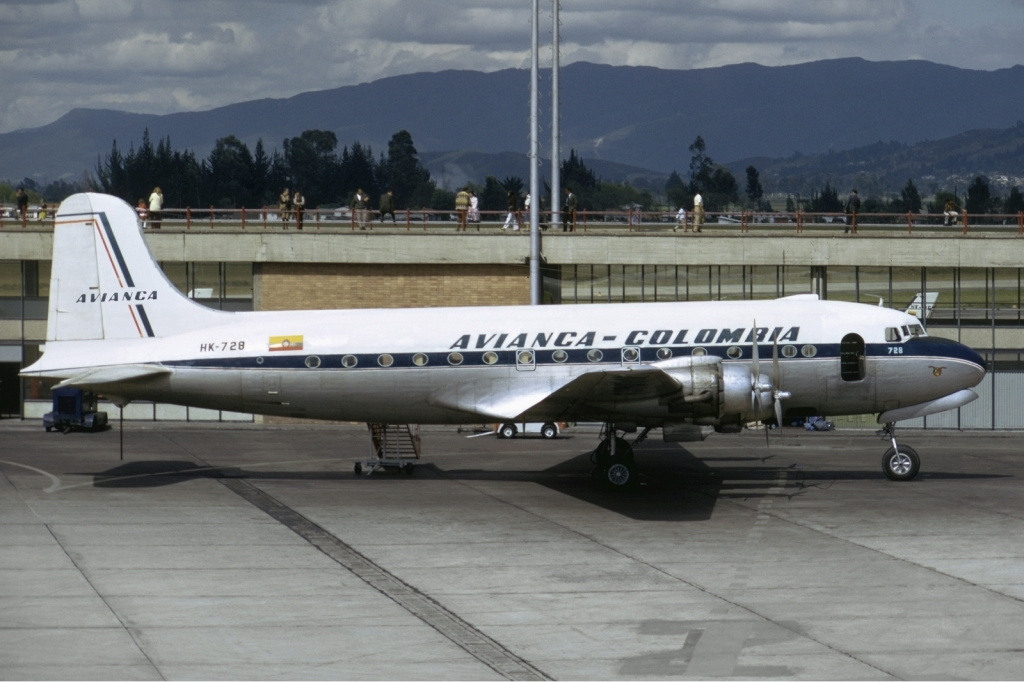
Un Douglas DC-4 di Avianca.

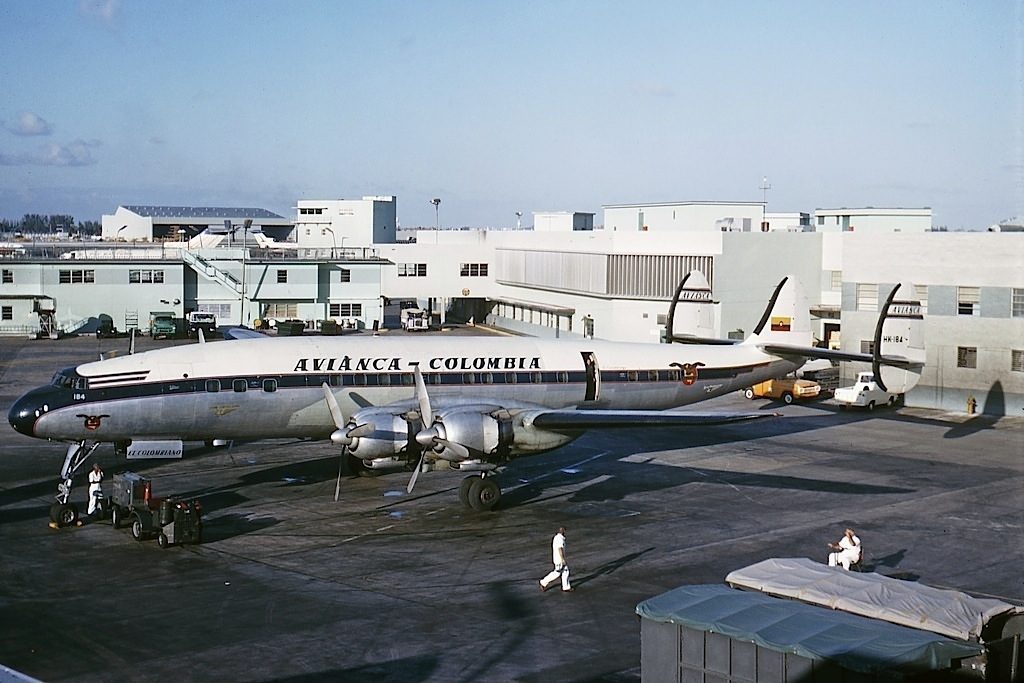
Un Lockheed L-1049G Super Constellation.

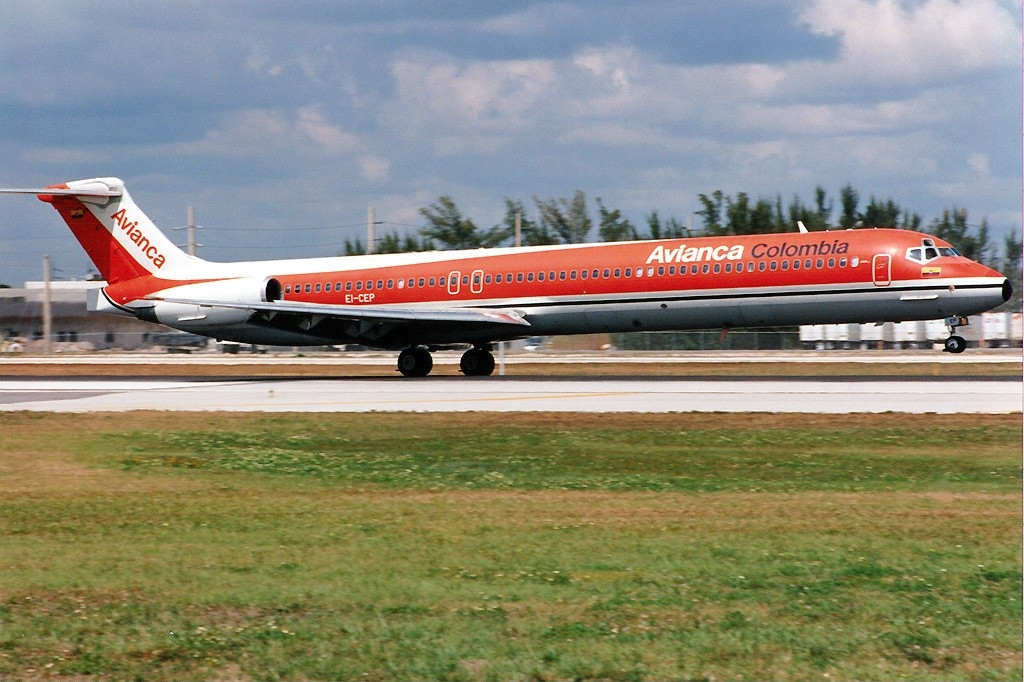
Un McDonnell Douglas MD-83.

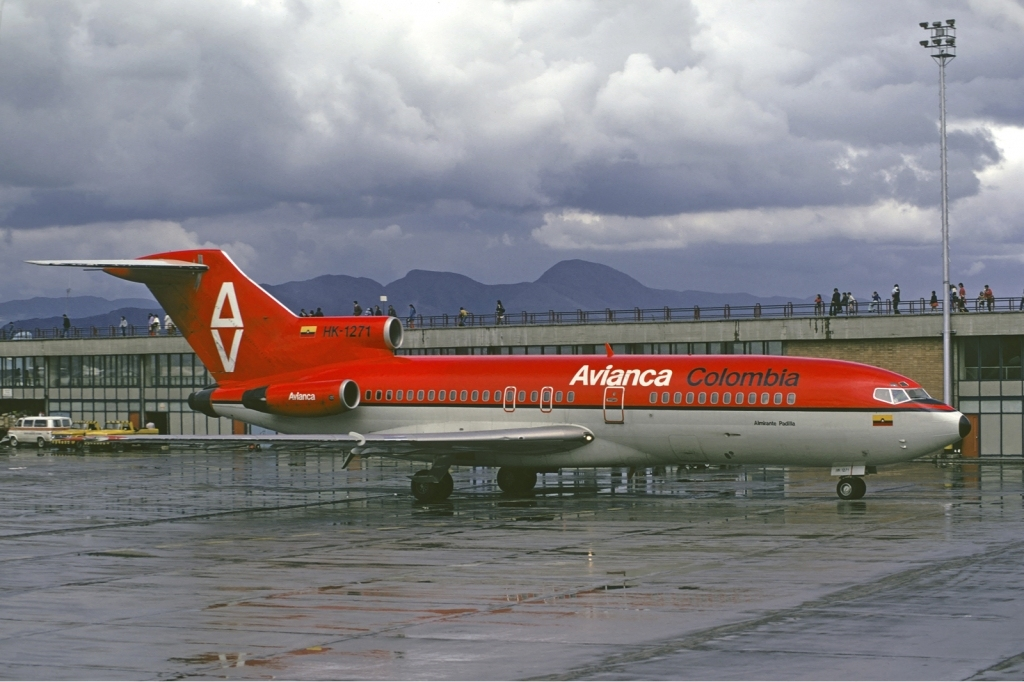
Un Boeing 727 con la livrea Avianca degli anni settanta.

Avianca operava in precedenza con i seguenti aeromobili:

## Incidenti

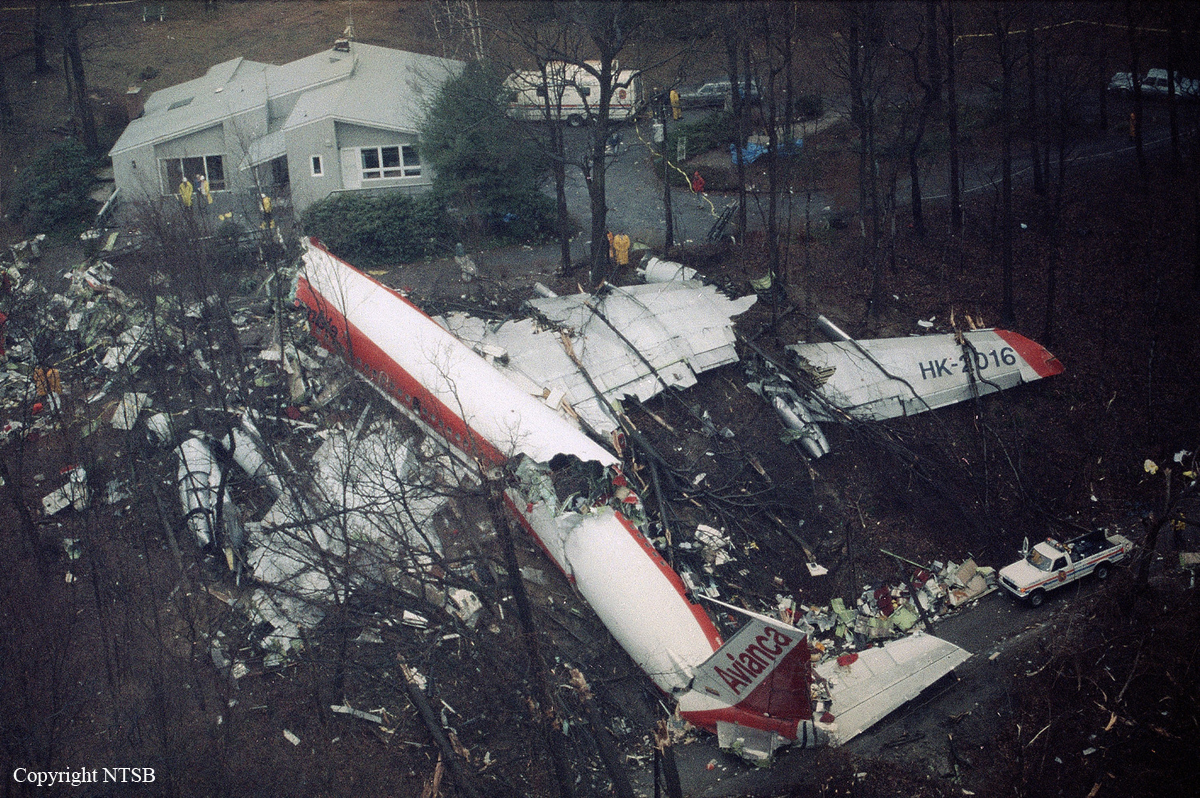
I resti del volo 52, precipitato nel 1990 a seguito dell'esaurimento del carburante.

- 21 gennaio 1960: il volo Avianca 671, operato da un Lockheed L-1049E Super Constellation, effettuò un atterraggio duro e rimbalzò sulla pista, finendo per uscire dalla stessa. Le vittime furono 37.[24]
- 14 gennaio 1966: il volo Avianca 4, operato da un Douglas C-54 Skymaster, precipitò in mare subito dopo il decollo. Persero la vita 56 delle 64 persone a bordo.[25]
- 27 novembre 1983: il volo Avianca 011, operato da un Boeing 747-283B, si schiantò su una collina a circa 12 chilometri a sud-est dell'aeroporto di Madrid provocando la morte di 181 persone, tra cui 19 membri dell'equipaggio in servizio e quattro fuori servizio. Gli 11 passeggeri sopravvissuti rimasero gravemente feriti. La causa dell'incidente fu giudicata essere un errore del pilota, poiché il comandante aveva determinato la posizione dell'aereo in modo errato.[26]
- 17 marzo 1988: il volo Avianca 410, operato da un Boeing 727-21, si schiantò contro una montagna vicino a Cúcuta, poco dopo il decollo. Tutte le 143 persone a bordo rimasero uccise. In quel momento, l'incidente era il peggiore vittime nella storia colombiana.[27]
- 27 novembre 1989: il volo Avianca 203, operato da un Boeing 727-21, decollò dalla capitale colombiana di Bogotà in rotta per Cali. Un ordigno incendiò i vapori di carburante all'interno di un serbatoio vuoto, distruggendo l'aeromobile all'istante cinque minuti dopo il decollo. Nessuno dei 107 a bordo sopravvisse.[28]
- 25 gennaio 1990: il volo Avianca 52, operato da un Boeing 707-321B, si schiantò nella località di Cove Neck, a Long Island, vicino a New York, provocando la morte di 73 persone e il ferimento di 85. La causa dello schianto fu l'esaurimento del carburante nei serbatori dell'aereo.[29]